# Aleksandar Vereščagin
Aleksandar Aleksandrovič Vereščagin (Moskva, 25. veljače 1885. − SAD, 1965.), ruski filmski redatelj, glumac i kazališni djelatnik koji je djelovao u Hrvatskoj i drugdje po Kraljevini SHS. Bio je ruski emigrant.
U Hrvatskoj je djelovao u osječkom HNK, zajednom s drugim ruskim emigrantima, Vasilijem Uljaniščevim, Lidijom Mansvjetovom, s kojima je djelovao pravcu djelovanja Stanislavskog. U Crnoj Gori je djelovao u cetinjskom kazalištu. U BiH je djelovao u sarajevskom Narodnom kazalištu, gdje je uvodio suvremenu režiju prvih desetljeća te kazališne kuće.
Redatelj i glumac hrvatskog filma Strast za pustolovinom iz 1922. godine.